# چشم نرگس
«چشم نرگس» تصنیفی فارسی است که بیش از صد سال قدمت دارد. این ترانه توسط خاطره پروانه، سیما بینا، محمدرضا شجریان و معین اجرا شده‌است.